# سوخوي سو-28
سوخوي سو-28 (بالإنجليزية: Sukhoi Su-28) هي طائرة تدريب من صناعة سوخوي. كان أول طيران لها في 1987.

## التصميم والتطوير
تتميز الطارة بقدرة عالية على المناورة ومتانتها، حيث يمكنها الإقلاع والهبوط بمحرك واحد فقط من محركيها. كما تعمل محركات الطائرة بوقود الديزل بدلًا من وقود الطائرات التقليدي. ومثل ميج-29، تتمتع الطائرة بالقدرة على العمل من مدارج غير ممهدة مع الحفاظ على موثوقية عالية ومتطلبات صيانة منخفضة. بالإضافة إلى ذلك، تتحمل عمليات الهبوط العنيف، مما يجعلها أكثر مرونة في مهام التدريب. ويمكن زيادة مداها بإضافة ما يصل إلى أربعة خزانات وقود قابلة للإنزال من طراز PTB-800، سعة كل منها 800 لتر.
تشمل الاختلافات بين سو-28 وطرازها الأم سو-25يو بي غياب أنظمة التهديف، وأنظمة تشغيل الأسلحة، والمدافع الداخلية، وأعمدة الأجنحة (المستخدمة في الطائرات العسكرية لتركيب أسلحة مثل القنابل والصواريخ). كما تفتقر إلى حماية مدرعة للمحركات، والأنظمة الإلكترونية المضادة، وأي أنظمة مخصصة لعمليات الهجوم البري.

طائرة سوخوي سو-28.